# Саутолл, Невилл
Не́вилл Са́утолл (англ. Neville Southall; родился 16 сентября 1958 года) — валлийский футболист, вратарь, наиболее известный по своим выступлениям за английский клуб «Эвертон». Считается одним из лучших вратарей своего поколения. В 1985 году Саутолл был признан «футболистом года» по версии Ассоциации футбольных журналистов. В 1995 году он был награждён Орденом Британской империи (MBE) за заслуги перед британским футболом.
Саутолл выступал за «Эвертон» с 1981 по 1998 годы, проведя за «ирисок» 750 матчей (рекорд клуба) и выиграв чемпионат, Кубок Англии и Кубок обладателей кубков УЕФА. На международной арене Саутолл представлял сборную Уэльса, проведя за неё 92 матча (рекорд сборной). После завершения карьеры игрока Саутолл тренировал небольшие английские клубы и молодёжные сборные Уэльса.

## Ранние годы
Саутолл родился вырос в Лландидно. Там же он начал играть в футбол на позиции защитника, выступая за школьную команду, а также за «Лландидно Свифтс», где он играл вместе с Джои Джонсом.
В подростковом возрасте Саутолл был на просмотре в клубах «Кру Александра» и «Болтон Уондерерс». Параллельно он работал уборщиком мусора, официантом и носильщиком кирпичей, из-за чего относительно поздно стал профессиональным спортсменом.

## Футбольная карьера

### Клубная карьера
В 1980 году Саутолл перешёл в клуб «Бери» из «Уинсфорд Таун» за £6000. В сезоне 1980/81 он сыграл 39 матчей в Четвёртом дивизионе. Его уверенную игру заметил главный тренер «Эвертона» Ховард Кендалл. В 1981 году Саутолл перешёл в «Эвертон», выступавший в Первом дивизионе, за £150 000. Уже позже Кендалл рассказал как узнал о вратаре:

«Как-то сидя в пабе в Уэльсе, я услышал разговор посетителей о прекрасном вратаре, который в прошлом сезоне стоял за их команду. Ребята очень жалели, что он перебрался в „Бери“, но понимали, что в Англии у него больше шансов сделать хорошую карьеру. Не знаю, что меня дёрнуло, но я решил посмотреть игру этого парня. А когда увидел, так сразу и обомлел. Ведь передо мной был второй Гордон Бэнкс! Я не колебался ни секунды, и потребовал у нашего президента заполучить этого кипера».

Январь и февраль 1983 года он провёл в аренде в клубе Четвёртого дивизиона «Порт Вейл», после чего вернулся на «Гудисон Парк».
В сезоне 1983/84 Саутолл сыграл в двух финальных матчах на «Уэмбли»: сначала в финале Кубка Футбольной лиги (в итоге «Эвертон» уступил «Ливерпулю» в переигровке), а затем в Кубке Англии, в котором «ириски» праздновали победу.
В сезоне 1984/85 «Эвертон» завоевал чемпионский титул, а также выиграл Кубок обладателей кубков. «Эвертон» также дошёл до финала Кубка Англии, но потерпел в нём поражение от «Манчестер Юнайтед» из-за единственного гола Нормана Уайтсайда. По итогам 1985 года Ассоциация футбольных журналистов признала Саутолла футболистом года.
Третий подряд финал Кубка Англии 1986 года, в котором сыграл «Эвертон», Саутолл пропустил из-за травмы, а его клуб проиграл «Ливерпулю». Очередной трофей Саутолл завоевал в сезоне 1986/87, когда «Эвертон» выиграл Первый дивизион.
В 1989 году Саутолл сыграл в финале Кубка Англии, в котором вновь встретились два мерсисайдских клуба, и вновь победу праздновал «Ливерпуль», на этот раз победивший «ирисок» со счётом 3:2. В начале 1990-х Саутолл несколько раз просил выставить себя на трансфер, но руководство «Эвертона» отказалось удовлетворить его просьбу.
В 1995 году Саутолл помог «Эвертону» выиграть Кубок Англии, когда «ириски» в финале обыграли «Манчестер Юнайтед», а Саутолл был признан игроком матча. Это был первый трофей Саутолла за восемь лет. В том же 1995 году прошёл памятный матч в его честь, в котором «Эвертон» сыграл с шотландским «Селтиком».
В декабре 1997 года Саутолл перешёл в «Саутенд Юнайтед» на правах аренды, где сыграл девять матчей, после чего, в феврале 1998 года, перешёл в «Сток Сити»: сначала на правах аренды, а затем и постоянно, на правах свободного агента. Таким образом завершилась его 18-летняя карьера в «Эвертоне».
В декабре 1998 года Саутолл перешёл в клуб Третьего дивизиона «Торки Юнайтед», за который сыграл 61 матч. В 2000 году Саутолл неожиданно вернулся в Премьер-лигу, подписав контракт с «Брэдфорд Сити». Он сыграл за команду всего 1 матч против «Лидса» 12 марта 2000 года, пропустив два гола («Брэдфорд» проиграл со счётом 2:1). На тот момент ему был 41 год. Саутолл остаётся одним из старейших игроков, выходивших на поле в матче английской Премьер-лиги.
По окончании сезона 2000/01 Саутолл покинул «Брэдфорд», после чего играл за «Йорк Сити», «Рил», «Шрусбери Таун», «Дувр Атлетик» и «Дагенем энд Редбридж». В 2002 году он завершил карьеру игрока в возрасте 44 лет.

### Карьера в сборной
Саутолл провёл 92 матча за национальную сборную Уэльса, что является рекордом. В своих 92 матчах за сборную он пропустил 126 голов, т. е. в среднем 1,34 мяча за игру. Большую матчей Саутолла за сборную составляют товарищеские или квалификационные матчи, т. к. Уэльс не участвовал в крупных континентальных или мировых турнирах с 1958 года.
Дебют Саутолла за сборную состоялся 27 мая 1982 года в матче против сборной Северной Ирландии в рамках домашнего чемпионата Британии (Уэльс выиграл матч со счётом 3:0). Свой последний матч за сборную Саутолл провёл в возрасте 39 лет, во встрече отборочного турнира к чемпионату мира 1998 года против сборной Турции 20 августа 1997 года. Турки выиграли со счётом 6:4, хотя Саутолл провёл на поле лишь половину матча.

## Признание
В декабре 2004 года Саутолл был признан культовым героем «Эвертона» всех времён.

## Командные достижения
Эвертон
- Чемпион Первого дивизиона (2): 1984–85, 1986–87
- Обладатель Кубка Англии (2): 1984, 1995
- Обладатель Суперкубка Англии (4): 1984, 1985, 1986 (разделённый), 1995
- Победитель Кубка обладателей кубков: 1985

## Личные достижения
- Футболист года по версии Ассоциации футбольных журналистов: 1985
- Включён в список 100 легенд Футбольной лиги